# 2044
2044 (MMXLIV) será un año bisiesto comenzado en viernes en el calendario gregoriano. Será también el número 2044 anno Dómini o de la designación de Era Cristiana, además del cuadragésimo cuerto del Siglo XXI y del tercer milenio. También será el cuarto de la quinta década del Siglo XXI y el quinto del decenio de los Años 2040. Será designado como:
- El Año de la Rata, según el horóscopo chino.

## Acontecimientos
- 29 de enero: Finalizará el ciclo sexagesimal chino que consta en un periodo de 60 años y que se inició el 2 de febrero de 1984.

- 30 de enero: Iniciará un nuevo ciclo sexagesimal chino que consta de un periodo 60 años el cual finalizará hasta el año 2104.

## En la ciencia ficción
Fecha desconocida de 2044: suceden los hechos de la película Looper. (Posiblemente cerca de entre octubre y noviembre)
- Datos: Q49919
- Multimedia: 2044 / Q49919